# Quiero hacerte gritar
Quiero hacerte gritar és el primer àlbum d'estudi de la banda espanyola Los Piratas. Es va publicar l'any 1993 per la Warner Music Group i va comptar amb la producció de Javier Abreu. Malgrat ser el primer àlbum d'estudi de la banda, no fou la primera publicació de la banda ja que prèviament havien publicat un disc de directe homònim de la banda. Fou editat en tres formats: CD, LP de vinil i casset.
Aquest treball mostra un so continuïsta que segueix apostant pel pop rock basades en guitarres intenses. L'enregistrament dels temes es van realitzar entre els estudis The Manor a Shipton-on-Cherwell, i Townhouse al districte Shepherd's Bush de Londres.

## Llista de cançons
| Núm.          | Títol                   | Durada |
| ------------- | ----------------------- | ------ |
| 1.            | «La cueva»              | 4:07   |
| 2.            | «Quiero hacerte gritar» | 3:29   |
| 3.            | «Otra vez»              | 4:33   |
| 4.            | «Quiero verte respirar» | 2:56   |
| 5.            | «La tormenta»           | 3:16   |
| 6.            | «El sabor de las cosas» | 4:34   |
| 7.            | «Si ella dice»          | 4:42   |
| 8.            | «Oh, nena»              | 3:47   |
| 9.            | «Dentro del mar»        | 3:45   |
| 10.           | «Enterrado»             | 4:30   |
| Durada total: | Durada total:           | 40:34  |

## Crèdits
| Los Piratas - Paco Seren - Pablo Álvarez - Alfonso Román - Javier Fernández (Hall 9000) - Raúl Quintillán - Iván Ferreiro | Equip tècnic - Producció: Javier Abreu - Enginyeria: José Peña, Steve Chase - Ajudants d'enginyeria: Francisco Gude, Mark Haley - Masterització: Jesús M. Gómez - Disseny i il·lustració: Gonzalo Alonso - Fotografia: Jesús Ugalde |